# Estadio Municipal de Butarque
El Estadio Municipal de Butarque, denominado actualmente Ontime Butarque por motivos de patrocinio, es un estadio de fútbol situado en Leganés (Madrid) España. En este campo el equipo de la ciudad, el Club Deportivo Leganés, disputa sus encuentros como local.

## Historia y características
El nombre del campo viene por la patrona de la localidad, Nuestra Señora de Butarque, y se construyó entre 1997 y 1998 con la intención de sustituir al antiguo estadio, el Luis Rodríguez de Miguel, en cuyo terreno se asentaría posteriormente la plaza Mayor de Leganés. La construcción corrió a cargo de la empresa ACS, siendo Y. León el estudio de arquitectura encargado del proyecto adjudicado mediante concurso público. Su capacidad original fue de 8138 espectadores. El Estadio de Butarque fue inaugurado el 14 de febrero de 1998 con un partido de Segunda División entre el Leganés y Xerez Club Deportivo (1:1, el primer gol lo anotó Fernando Román por parte de los azulinos. Julián Ronda haría el empate para el equipo local).
Tras las sucesivas obras de ampliación, Butarque puede albergar 13 089 espectadores. La distribución es la siguiente: Grada Tribuna 3.652, Grada Lateral 2.922, Fondo norte 2.940 y Fondo sur 2.940. Posee una tribuna cubierta para los espectadores, mientras que el resto (lateral y fondos) no tienen techo y están descubiertas. En el mismo estadio se encuentran las oficinas centrales del equipo, la sala de prensa y la tienda del club.
Desde noviembre de 2014 cuenta con un videomarcador de 7x3 m, situado en el lateral, y desde agosto de 2018 con un panel electrónico sobre el túnel de vestuarios. 
En los terrenos pertenecientes al estadio se encuentra también un campo de hierba artificial, situado en frente del campo principal, (Jesús Polo) en el que juegan sus partidos el CD Leganés B y las divisiones inferiores del equipo leganense. Además, está proyectada la construcción de una residencia de jugadores y una escuela para la cantera.
Aparte de partidos de fútbol, el campo ha albergado ediciones del Festimad y conciertos musicales.

## Ampliación
El 29 de abril de 2016, el alcalde de Leganés, Santiago Llorente, anunció la ampliación de Butarque hasta los 12 000 espectadores, así como la mejora de las instalaciones del campo anexo y de los accesos al estadio sin confirmar fecha de inicio de las obras. Además, se inicia la búsqueda de terrenos, con “cesión” para el equipo para la construcción de una Ciudad Deportiva.
Durante el verano de 2016 se amplió el estadio hasta los 10 954 espectadores, habiendo realizado durante el verano de 2017 una segunda ampliación, añadiendo una fila en ambos fondos y lateral, alcanzando la capacidad de 11 454 espectadores para la temporada 2017-18. Nuevamente, en el verano de 2018 se produjo otra ampliación, esta vez en Tribuna, y la instalación de 18 palcos vip en la grada lateral, alcanzando el estadio los 12 450 espectadores.
En la temporada 2018-19, el Club Deportivo Leganés se mantuvo 11 jornadas consecutivas sin perder en el Estadio Municipal de Butarque, récord del equipo en Primera División.

## Transporte público
A las cercanías del estadio se puede llegar en las líneas interurbanas de autobús 480, 481, 482, 483, 484, 485, 491, 492 y 493, y la línea L1 municipal. En Cercanías, la parada más próxima es Zarzaquemada en la línea C-5, y en Metro, la parada más cercana es San Nicasio, perteneciente a la Línea 12.